# Volta ao Algarve 2016
La Volta ao Algarve 2016, ufficialmente Volta ao Algarve em Bicicleta, quarantaduesima edizione della corsa, valida come prova dell'UCI Europe Tour 2016 categoria 2.1, si svolse in cinque tappe dal 17 al 21 febbraio 2016 su un percorso di complessivi 743,2 km che si snoda interamente nell'Algarve, con partenza da Lagos e arrivo all'Alto do Malhão, in Portogallo.
Fu vinta dal corridore britannico Geraint Thomas del Team Sky, che concluse con il tempo di 18h34'15" alla velocità media di 40,01 km/h.

## Percorso
Ben variegate si presentano le cinque tappe in programma: il primo e il quarto giorno i più facili, con salite poste lontano dal traguardo che non dovrebbero impedire ai velocisti di giocarsi le loro chance di vittoria.
Se si esclude la terza tappa, una cronometro individuale di 18 km, che in una corsa di cinque giorni può comunque avere il suo peso determinante, saranno la seconda e la quinta frazione le altre decisive, con arrivi in salita (l'Alto da Foía, il punto più alto dell'intera regione con i suoi 900 metri d'altitudine, e l'Alto do Malhão) posti entrambi dopo tre ulteriori GPM.

## Tappe
| Tappa  | Data        | Percorso                            | km    | Vincitore di tappa | Leader cl. generale |
| ------ | ----------- | ----------------------------------- | ----- | ------------------ | ------------------- |
| 1ª     | 17 febbraio | Lagos > Albufeira                   | 163,6 | Marcel Kittel      | Marcel Kittel       |
| 2ª     | 18 febbraio | Lagoa > Alto da Foía                | 198,6 | Luis León Sánchez  | Luis León Sánchez   |
| 3ª     | 19 febbraio | Sagres > Sagres (cron. individuale) | 18    | Fabian Cancellara  | Tony Martin         |
| 4ª     | 20 febbraio | São Brás de Alportel > Tavira       | 194   | Marcel Kittel      | Tony Martin         |
| 5ª     | 21 febbraio | Almodôvar > Alto do Malhão          | 169   | Alberto Contador   | Geraint Thomas      |
| Totale | Totale      | Totale                              | 743,2 |                    |                     |

## Squadre partecipanti
| N.      | Cod. | Squadra                     |
| ------- | ---- | --------------------------- |
| 1-8     | SKY  | Team Sky                    |
| 11-18   | AST  | Astana Pro Team             |
| 21-28   | CPT  | Cannondale Pro Cycling Team |
| 31-38   | EQS  | Etixx-Quick Step            |
| 41-48   | FDJ  | FDJ                         |
| 51-58   | IAM  | IAM Cycling                 |
| 61-68   | LTS  | Lotto-Soudal                |
| 71-78   | MOV  | Movistar Team               |
| 81-88   | KAT  | Team Katusha                |
| 91-98   | TLJ  | Team Lotto NL-Jumbo         |
| 101-108 | TNK  | Tinkoff                     |
| 111-118 | TFS  | Trek-Segafredo              |

| N.      | Cod. | Squadra                          |
| ------- | ---- | -------------------------------- |
| 121-128 | BOA  | Bora-Argon 18                    |
| 131-138 | CJR  | Caja Rural-Seguros RGA           |
| 141-148 | GAZ  | Gazprom-RusVelo                  |
| 151-158 | TNN  | Team Novo Nordisk                |
| 161-168 | ROT  | Team Roth                        |
| 171-178 | VAT  | Verva ActiveJet Pro Cycling Team |
| 181-188 | EFP  | Efapel                           |
| 191-198 | LAA  | LA Aluminios-Antarte             |
| 201-208 | LHL  | Louletano-Hospital de Loulé      |
| 211-218 | RPB  | Rádio Popular-Boavista           |
| 221-228 | TAV  | Sporting Tavira                  |
| 231-238 | W52  | W52-FC Porto                     |

## Dettagli delle tappe

### 1ª tappa
- 17 febbraio: Lagos > Albufeira – 163,6 km

Risultati
| Pos. | Corridore      | Squadra      | Tempo    |
| ---- | -------------- | ------------ | -------- |
| 1    | Marcel Kittel  | Etixx        | 3h52'35" |
| 2    | André Greipel  | Lotto-Soudal | s.t.     |
| 3    | Jasper Stuyven | Trek         | s.t.     |

| Pos. | Corridore      | Squadra      | Tempo    |
| ---- | -------------- | ------------ | -------- |
| 1    | Marcel Kittel  | Etixx        | 3h52'25" |
| 2    | André Greipel  | Lotto-Soudal | a 4"     |
| 3    | Jasper Stuyven | Trek         | a 6"     |

### 2ª tappa
- 18 febbraio: Lagoa > Alto da Fóia – 198,6 km

Risultati
| Pos. | Corridore         | Squadra  | Tempo    |
| ---- | ----------------- | -------- | -------- |
| 1    | Luis León Sánchez | Astana   | 5h08'25" |
| 2    | Geraint Thomas    | Sky      | a 1"     |
| 3    | Primož Roglič     | Lotto NL | a 3"     |

| Pos. | Corridore         | Squadra  | Tempo    |
| ---- | ----------------- | -------- | -------- |
| 1    | Luis León Sánchez | Astana   | 9h00'50" |
| 2    | Geraint Thomas    | Sky      | a 5"     |
| 3    | Primož Roglič     | Lotto NL | a 9"     |

### 3ª tappa
- 19 febbraio: Sagres > Sagres – Cronometro individuale – 18 km

Risultati
| Pos. | Corridore         | Squadra | Tempo  |
| ---- | ----------------- | ------- | ------ |
| 1    | Fabian Cancellara | Trek    | 20'57" |
| 2    | Tony Martin       | Etixx   | a 5"   |
| 3    | Geraint Thomas    | Sky     | a 28"  |

| Pos. | Corridore      | Squadra  | Tempo    |
| ---- | -------------- | -------- | -------- |
| 1    | Tony Martin    | Etixx    | 9h22'17" |
| 2    | Geraint Thomas | Sky      | a 3"     |
| 3    | Jon Izagirre   | Movistar | a 20"    |

### 4ª tappa
- 20 febbraio: São Brás de Alportel > Tavira – 194 km

Risultati
| Pos. | Corridore        | Squadra      | Tempo    |
| ---- | ---------------- | ------------ | -------- |
| 1    | Marcel Kittel    | Etixx        | 4h46'35" |
| 2    | Wouter Wippert   | Cannondale   | a 1"     |
| 3    | Jens Debusschere | Lotto-Soudal | s.t.     |

| Pos. | Corridore      | Squadra  | Tempo     |
| ---- | -------------- | -------- | --------- |
| 1    | Tony Martin    | Etixx    | 14h08'57" |
| 2    | Geraint Thomas | Sky      | a 3"      |
| 3    | Jon Izagirre   | Movistar | a 20"     |

### 5ª tappa
- 21 febbraio: Almodôvar > Alto do Malhão – 169 km

Risultati
| Pos. | Corridore        | Squadra | Tempo    |
| ---- | ---------------- | ------- | -------- |
| 1    | Alberto Contador | Tinkoff | 4h24'47" |
| 2    | Fabio Aru        | Astana  | a 20"    |
| 3    | Thibaut Pinot    | FDJ     | s.t.     |

| Pos. | Corridore        | Squadra  | Tempo     |
| ---- | ---------------- | -------- | --------- |
| 1    | Geraint Thomas   | Sky      | 18h34'15" |
| 2    | Jon Izagirre     | Movistar | a 19"     |
| 3    | Alberto Contador | Tinkoff  | a 26"     |

## Evoluzione delle classifiche
| Tappa              | Vincitore          | Classifica generale Maglia gialla | Classifica a punti Maglia verde | Classifica della montagna Maglia azzurra | Classifica dei giovani Maglia bianca | Classifica a squadre |
| ------------------ | ------------------ | --------------------------------- | ------------------------------- | ---------------------------------------- | ------------------------------------ | -------------------- |
| 1ª                 | Marcel Kittel      | Marcel Kittel                     | Marcel Kittel                   | Kamil Gradek                             | Sebastián Henao                      | Movistar Team        |
| 2ª                 | Luis León Sánchez  | Luis León Sánchez                 | Luis León Sánchez               | Luis León Sánchez                        | Héctor Saez                          | Caja Rural-Seguros   |
| 3ª                 | Fabian Cancellara  | Tony Martin                       | Marcel Kittel                   | Geraint Thomas                           | Tiesj Benoot                         | Team Katusha         |
| 4ª                 | Marcel Kittel      | Tony Martin                       | Marcel Kittel                   | Geraint Thomas                           | Tiesj Benoot                         | Team Katusha         |
| 5ª                 | Alberto Contador   | Geraint Thomas                    | Marcel Kittel                   | Aleksandr Kolobnev                       | Tiesj Benoot                         | Team Katusha         |
| Classifiche finali | Classifiche finali | Geraint Thomas                    | Marcel Kittel                   | Aleksandr Kolobnev                       | Tiesj Benoot                         | Team Katusha         |

## Classifiche finali

### Classifica generale - Maglia gialla
| Pos. | Corridore         | Squadra      | Tempo     |
| ---- | ----------------- | ------------ | --------- |
| 1    | Geraint Thomas    | Sky          | 18h34'15" |
| 2    | Jon Izagirre      | Movistar     | a 19"     |
| 3    | Alberto Contador  | Tinkoff      | a 26"     |
| 4    | Thibaut Pinot     | FDJ          | a 32"     |
| 5    | Primož Roglič     | Lotto NL     | a 49"     |
| 6    | Tony Gallopin     | Lotto-Soudal | a 50"     |
| 7    | Il'nur Zakarin    | Katusha      | a 1'03"   |
| 8    | Jarlinson Pantano | IAM          | a 1'04"   |
| 9    | Fabio Aru         | Astana       | a 1'25"   |
| 10   | Amaro Antunes     | LA Aluminios | a 1'27"   |

### Classifica a punti - Maglia verde
| Pos. | Corridore        | Squadra  | Punti |
| ---- | ---------------- | -------- | ----- |
| 1    | Marcel Kittel    | Etixx    | 50    |
| 2    | Geraint Thomas   | Sky      | 30    |
| 3    | Alberto Contador | Tinkoff  | 25    |
| 4    | Thibaut Pinot    | FDJ      | 24    |
| 5    | Primož Roglič    | Lotto NL | 24    |

### Classifica della montagna - Maglia azzurra
| Pos. | Corridore          | Squadra  | Punti |
| ---- | ------------------ | -------- | ----- |
| 1    | Aleksandr Kolobnev | Gazprom  | 15    |
| 2    | Alberto Contador   | Tinkoff  | 12    |
| 3    | Geraint Thomas     | Sky      | 8     |
| 4    | Adam Stachowiak    | Verva    | 7     |
| 5    | Jon Izagirre       | Movistar | 6     |

### Classifica dei giovani - Maglia bianca
| Pos. | Corridore         | Squadra      | Tempo     |
| ---- | ----------------- | ------------ | --------- |
| 1    | Tiesj Benoot      | Lotto-Soudal | 18h36'54" |
| 2    | Héctor Sáez       | Caja Rural   | a 2'14"   |
| 3    | Víctor Etxeberria | Radio Pop.   | a 11'10"  |
| 4    | Sebastián Henao   | Sky          | a 11'20"  |
| 5    | Matvey Mamykin    | Katusha      | a 14'32"  |

### Classifica a squadre
| Pos. | Squadra                     | Tempo     |
| ---- | --------------------------- | --------- |
| 1    | Team Katusha                | 55h48'39" |
| 2    | Astana Pro Team             | a 56"     |
| 3    | Caja Rural-Seguros RGA      | a 2'12"   |
| 4    | Cannondale Pro Cycling Team | a 6'04"   |
| 5    | Movistar Team               | a 6'46"   |